# Thomas Enström
Thomas Enström, född 3 mars 1989 i Örnsköldsvik, är en svensk före detta professionell ishockeyspelare som tidigare har spelat för Modo Hockey. Från säsongen 2010/2011 till 2014/2015 spelade han i Örebro HK.

## Biografi
Thomas Enström är född 1989 i Örnsköldsvik och moderklubben heter Höga Kusten HF. Han är bror till Tina, Tobias och Tommy Enström. Han är också kusin till Jonatan och Simon Sjödin och Christopher Königsson. Enström spelar i tröjnummer 11. Han har tidigare spelat i Modo Hockey och är en spelare med stark skridskoåkning. Den 10 januari 2014 lånades Enström ut till IF Björklöven i Hockeyallsvenskan för att få mer speltid. Enströms sista klubb i karriären var Örebro Hockey, där han var en nyckelspelare i boxplay. Efter säsongen 2014/2015 tvingades han sluta med ishockey på grund av skadeproblem med fötterna.

## Karriär

### Klubbar
- Moderklubb  Höga Kusten HF
- 2004–2010  Modo Hockey, SHL
- 2010–2015  Örebro HK, HockeyAllsvenskan, SHL